# Li Kun
Li Kun, en chinois 李昆  (né le 18 février 1930, mort le 12 mars 2008) est un acteur de cinéma taiwanais ayant tourné pour le cinéma hongkongais et taiwanais dans plus de 200 films (notamment pour King Hu, Lo Wei et Li Han-hsiang) puis pour la télévision taiwanaise.

## Biographie
Né à Tianjin en Chine continentale, il se réfugie à Hong Kong et fait ses débuts au sein des studios MP&GI à la fin des années 1950, avant de rejoindre la Shaw Brothers vers 1960. En 1970 il fait partie des traitres faisant sécession pour fonder la Golden Harvest, pour laquelle il tourne ensuite plusieurs dizaines de films avant d'arrêter sa carrière dans la seconde moitié des années 1980. Il tourne par ailleurs dans quelques productions d'autres studios.

## Filmographie partielle
- 1959 : Air Hostess
- 1960 : L'Ombre enchanteresse
- 1963 : The Love Eterne
- 1963 : La Reine diabolique
- 1964 : Lady General Hua Mulan
- 1965 : Sons of Good Earth : acteur et assistant-réalisateur de King Hu
- 1967 : Angel with the Iron Fists (Tie guan yin)
- 1967 : Operation Lipstick :  Chen Er
- 1968 : Death Valley (Duan hun gu)
- 1969 : The Three Smiles
- 1970 : A Taste of Cold Steel : Ah Niu
- 1970 : Les Huit Invincibles du kung fu
- 1971 :  The Venus' Tear Diamond
- 1971 : The Big Boss
- 1971 : Les 8 Invincibles du kung fu (titre anglais de Hong Kong : The Invincible Eight ; Tian long ba jiang)
- 1971 : Vengeance of a Snow Girl (Bing tian xia nu)
- 1972 : La Fureur de vaincre (Jing wu men)
- 1973 : La Revanche de Wang Yu (ré-éditions : Un homme appelé tigre, Un homme nommé tigre ; Leng mian hu)
- 1983: All the King's Men